# István Bernáth
István Bernáth (ur. 28 stycznia 1989) − węgierski bokser, zdobywca srebrnego medalu na Mistrzostwach Unii Europejskiej 2008 w Cetniewie oraz na Mistrzostwach Unii Europejskiej 2009 w Odense, mistrz Węgier w kategorii superciężkiej w roku 2009, 2014 oraz wicemistrz Węgier z roku 2008, 2011 i w 2013. W sezonie 2012/2013 reprezentował drużynę Astana Arlans w rozgrywkach World Series of Boxing.